# 482 Petrina
A 482 Petrina (ideiglenes jelöléssel 1902 HT) a Naprendszer kisbolygóövében található aszteroida. Maximilian Franz Joseph Cornelius Wolf fedezte fel 1902. március 3-án.